# Malý tučňák Pororo
Malý tučňák Pororo (korejsky: 뽀롱뽀롱 뽀로로 Porong Porong Pororo; anglicky: Pororo the Little Penguin) je jihokorejský počítačově animovaný seriál. První díl byl odvysílán 5. ledna 2004 na EBS 1.
Pořad se točí okolo tučňáčka jménem Pororo, který se svými kamarády žije v zasněžené vesničce Porong Porong Forest. Často se potýkají s problémy a v každé epizodě se učí praktické a morální lekce.

## Původ
Pořad byl vytvořen v roce 2003 společností Inconix Entertainment, která sídlí v Soulu v Jižní Koreji. Čoi Sang-hjun dostal za úkol vymyslet postavu, která představuje zvíře žijící v zimě. Čoi proto navštívil zoologickou zahradu, aby viděl, jak se líbí dětem sledovat různé druhy zvířat.
Do projektu se zapojilo několik profesionálních designérů, aby vymysleli postavu, ale jako vítěz byl nakonec vybrán Čoiův návrh - Pororo.

## Postavy
| anglické jméno | korejské jméno | popis                                                                                      |
| -------------- | -------------- | ------------------------------------------------------------------------------------------ |
| Pororo         | 뽀로로         | hlavní hrdina, mládě tučňáka                                                               |
| Crong          | 크롱           | zelené mládě tyrannosaura rexe, které, na rozdíl od ostatních, mluví svým vlastním jazykem |
| Poby           | 포비           | bílý lední medvěd s laskavou a velkorysou osobností                                        |
| Eddy           | 에디           | oranžová liška, která vynalézá nejrůznější vynálezy                                        |
| Loopy          | 루피           | růžová bobří žena s láskou k vaření                                                        |
| Rody           | 로디           | žlutý robot, kterého zkonstruoval Eddy                                                     |
| Tong-tong      | 통통이         | kouzelný oranžový drak                                                                     |
| Harry          | 해리           | červeně zbarvený kolibřík a společník Pobyho                                               |